# ژرمانیوم مونوسولفید
ژرمانیوم مونوسولفید (انگلیسی: Germanium monosulfide) یا ژرمانیوم(II) سولفید (به انگلیسی: Germanium(II) sulfide) ترکیبی شیمیایی حاوی ژرمانیوم و گوگرد است که در گروه نیمه‌هادی‌ها قرار دارد. این ماده به صورت بلورهای قرمز-قهوه‌ای تا مشکی هستند.